# Upeneus subvittatus
Upeneus subvittatus es una especie de peces de la familia Mullidae en el orden de los Perciformes.

## Morfología
• Los machos pueden llegar alcanzar los 24,1 cm de longitud total.

## Distribución geográfica
Se encuentra desde el Japón hasta Indonesia.

## Hábitat
Es un pez de mar.